# رایان گاسلینگ
رایان تامس گاسلینگ (انگلیسی: Ryan Thomas Gosling؛ (زاده ۱۲ نوامبر ۱۹۸۰) بازیگر کانادایی است. او در ۱۳ سالگی به‌عنوان بازیگر خردسال در برنامهٔ کلاب میکی ماوس (۱۹۹۳–۱۹۹۵) از شبکهٔ دیزنی به شهرت رسید و بعدها در چند فیلم ایفای نقش کرد. نخستین نقش اصلی او  به‌عنوان یک نئونازی یهود در فیلم مؤمن (۲۰۰۱) بود و بعداً با ایفای نقش در فیلم عاشقانهٔ دفترچه خاطرات (۲۰۰۴) شهرت بیشتری به دست آورد.
گاسلینگ برای بازی در نقش معلم معتاد در فیلم نیمه نیلوفر (۲۰۰۶) نامزد دریافت جایزهٔ اسکار بهترین بازیگر مرد شد. او در فیلم لارس و دختر واقعی (۲۰۰۷) نقش یک فرد تنها و از نظر اجتماعی ناتوان را ایفا کرد. پس از یک وقفه کوتاه، او در درام عاشقانهٔ ولنتاین غمگین (۲۰۱۰) ایفای نقش کرد. گاسلینگ در سال ۲۰۱۱ در سه فیلم نقش اصلی را ایفا کرد؛ کمدی رمانتیک دیوانه‌وار، احمقانه، عشق، درام سیاسی نیمه ماه مارس و درام اکشن رانندگی که همگی با موفقیت‌های تجاری همراه بودند و نظرات مثبتی دریافت کردند. گاسلینگ در فیلم طنز رکود بزرگ (۲۰۱۵) و موزیکال رمانتیک لا لا لند (۲۰۱۶) ایفای نقش کرد؛ او برای لا لا لند موفق به دریافت جایزهٔ گلدن گلوب بهترین بازیگر مرد شد و بار دیگر نامزد دریافت جایزهٔ اسکار شد. نقش‌آفرینی او در فیلم علمی تخیلی بلید رانر ۲۰۴۹ (۲۰۱۷) و فیلم زندگی‌نامه‌ای نخستین انسان (۲۰۱۸) با تحسین منتقدان همراه بود. گاسلینگ در سال ۲۰۲۳ در باربی بازی کرد که پرفروش‌ترین اکران او بود و برایش نامزد جایزه اسکار بهترین بازیگر نقش مکمل مرد شد.در سال ۲۰۲۴ فیلم فال گای اکران شد که نقد های نسبتا مثبت و نمره ۷.۳ IMDB را دریافت کرد ولی در گیشه با شکست تجاری مواجه شد .
گاسلینگ در زمینهٔ موسیقی نیز فعالیت دارد و در سال ۲۰۰۷ گروه موسیقی دد منز بونز را تأسیس کرده‌است. او از سال ۲۰۱۱ با بازیگر اوا مندس در رابطه است و از او صاحب دو فرزند شده‌است.

## ابتدای زندگی
در شهر لندن، انتاریو به دنیا آمد. وی پسر توماس ری گاسلینگ (فروشنده سیار) و دنا (منشی) است. پدر و مادرش هر دو از تبار فرانسوی، کانادایی، انگلیسی، اسکاتلندی و ایرلندی هستند. رایان یک خواهر بزرگ‌تر به نام مندی گاسلینگ دارد. والدینش از پیرویان مسیحیان مورمون بودند رایان گفته‌است که مذهب در تمام جنبه‌های زندگی آن‌ها مؤثر بوده‌است ". خانواده گاسلینگ به خاطر شغل پدر دائماً در حال نقل مکان بودند. زمانی که رایان ۱۳ ساله بود پدر و مادرش از هم طلاق گرفتند و رایان و خواهرش مندی نزد مادرش بزرگ شدند. گاسلینگ از کودک بودن متنفر بوده، در مدرسه ابتدایی مورد آزار و اذیت دوستانش قرار می‌گرفت و تا سن ۱۵ سالگی هیچ دوستی نداشته‌است. از همان کودکی و با دیدن فیلم دیک تریسی به بازیگری علاقه‌مند شد و وقتی کلاس اول بود تحت تأثیر فیلم اولین خون چاقویی به مدرسه برد و آن را به سمت بچه‌ها پرتاب کرد، این حادثه باعث تعلیق او از مدرسه شد و مادرش یک سال در خانه به او آموزش داد. در سن ۱۷ سالگی مدرسه را به خاطر بازیگری رها کرد و هرگز مدرک تحصیلی رسمی دریافت نکرد. گاسلینگ کار خود را در سال ۱۹۹۳ به عنوان ستاره کودکان و در کانال دیزنی با برنامه میکی موس آغاز کرد که تا سال ۱۹۹۵ ادامه داشت. او در برنامه‌های سرگرمی خانوادگی دیگری همچون آیا شما از تاریکی می‌ترسید؟ (۱۹۹۵) نیز حضور داشته‌است.
اولین نقش قابل توجه گاسلینگ در فیلم معتقد (۲۰۰۱) بود و سپس در فیلم‌هایی همچون قتل با اعداد (۲۰۰۲) و ایالات متحده لیلاند (۲۰۰۳) نقش آفرینی کرد. با فیلم عاشقانه دفترچه یادداشت (۲۰۰۳) با بازی ریچل مک آدامز به چهره شناخته شده‌ای تبدیل شد و برای بازی در نقش یک معلم معتاد در فیلم نیمه نیلوفر (۲۰۰۶) نامزد دریافت جایزه اسکار شد. از دیگر فیلم‌های او می‌توان به شکست (۲۰۰۷) با بازی آنتونی هاپکینز، لارس و دختر واقعی (۲۰۰۷)، ولنتاین غمگین (۲۰۱۰) با بازی میشل ویلیامز، عشق، احمقانه، دیوانه‌وار (۲۰۱۱) با بازی جولیان مور و نیمه ماه مارس (۲۰۱۱) با بازی جرج کلونی اشاره کرد. رایان گاسلینگ با بازیگران مشهوری همچون کریستین بل در فیلم رکود بزرگ (۲۰۱۵)، با راسل کرو در فیلم مردان خوب (۲۰۱۶) و با ناتالی پورتمن در فیلم ترانه به ترانه (۲۰۱۷) هم بازی بوده‌است. گاسلینگ برای بازی در فیلم لالالند (۲۰۱۶) موفق به دریافت جایزه گلدن گلاب و نامزدی جایزه اسکار شد و اما استون نیز جایزه اسکار بهترین بازیگر نقش اول زن را از آن خود کرد. او همچنین در فیلم نخستین انسان (۲۰۱۸) در نقش نیل آرمسترانگ فضانورد آمریکایی و اولین انسانی که پا روی کره ماه گذاشت ظاهر شده‌است.

## زندگی خصوصی
رایان گاسلینگ سال ۲۰۰۲ تا ۲۰۰۳ با ساندرا بولاک، هم بازی اش در فیلم قتل با اعداد رابطه عاشقانه داشت. از اواسط سال ۲۰۰۵ تا سال ۲۰۰۸ با ریچل مک‌آدامز، هم بازی اش در فیلم دفترچه خاطرات رابطه داشت. در سال ۲۰۱۱ با اوا مندس رابطه عاشقانه ای را شروع کرد که حاصل آن دو دختر به نام‌های اسمرالدا آماده گاسلینگ (متولد ۲۰۱۴) و آمادا لی گاسلینگ (متولد ۲۰۱۶) است.

## جوایز و نامزدی‌ها
مقاله اصلی: فهرست جایزه‌ها و نامزدی‌های رایان گاسلینگ

### جوایز اسکار
| سال  | اثر نامزدشده | دسته                       | نتیجه    | منبع   |
| ---- | ------------ | -------------------------- | -------- | ------ |
| ۲۰۰۷ | نیمه نیلوفر  | بهترین بازیگر نقش اول مرد  | نامزدشده | [ ۲۰ ] |
| ۲۰۱۷ | لا لا لند    | بهترین بازیگر نقش اول مرد  | نامزدشده | [ ۲۱ ] |
| ۲۰۲۴ | باربی        | بهترین بازیگر نقش مکمل مرد | نامزدشده | [ ۲۲ ] |

### جوایز گلدن گلوب
| سال  | اثر نامزدشده            | دسته                                     | نتیجه    | منبع   |
| ---- | ----------------------- | ---------------------------------------- | -------- | ------ |
| ۲۰۰۸ | لارس و دختر واقعی       | بهترین بازیگر مرد – فیلم موزیکال یا کمدی | نامزدشده | [ ۲۳ ] |
| ۲۰۱۱ | ولنتاین غمگین           | بهترین بازیگر مرد – فیلم درام            | نامزدشده | [ ۲۴ ] |
| ۲۰۱۲ | نیمه ماه مارس           | بهترین بازیگر مرد – فیلم درام            | نامزدشده | [ ۲۵ ] |
| ۲۰۱۲ | دیوانه‌وار، احمقانه، عشق | بهترین بازیگر مرد – فیلم موزیکال یا کمدی | نامزدشده | [ ۲۵ ] |
| ۲۰۱۷ | لا لا لند               | بهترین بازیگر مرد – فیلم موزیکال یا کمدی | برنده    | [ ۲۶ ] |
| ۲۰۲۴ | باربی                   | بهترین بازیگر نقش مکمل مرد               | نامزدشده | [ ۲۷ ] |

### جوایز فیلم بفتا
| سال  | اثر نامزدشده | دسته                       | نتیجه    | منبع   |
| ---- | ------------ | -------------------------- | -------- | ------ |
| ۲۰۱۷ | لا لا لند    | بهترین بازیگر نقش اول مرد  | نامزدشده | [ ۲۸ ] |
| ۲۰۲۴ | باربی        | بهترین بازیگر نقش مکمل مرد | نامزدشده | [ ۲۹ ] |

### جوایز انجمن بازیگران فیلم
| سال  | اثر نامزدشده      | دسته                                    | نتیجه    | منبع   |
| ---- | ----------------- | --------------------------------------- | -------- | ------ |
| ۲۰۰۷ | نیمه نیلوفر       | بازیگر نقش اول مرد برجسته               | نامزدشده | [ ۳۰ ] |
| ۲۰۰۸ | لارس و دختر واقعی | بازیگر نقش اول مرد برجسته               | نامزدشده | [ ۳۰ ] |
| ۲۰۱۶ | رکود بزرگ         | گروه بازیگران برجسته در یک فیلم سینمایی | نامزدشده | [ ۳۰ ] |
| ۲۰۱۷ | لا لا لند         | بازیگر نقش اول مرد برجسته               | نامزدشده | [ ۳۱ ] |
| ۲۰۲۳ | باربی             | بازیگر نقش مکمل مرد برجسته              | نامزدشده | [ ۳۲ ] |
| ۲۰۲۳ | باربی             | گروه بازیگران برجسته در یک فیلم سینمایی | نامزدشده | [ ۳۲ ] |